# ميخائيل بيرن
ميخائيل بيرن (بالإنجليزية: Michael Byrne)‏ (14 مايو 1985 في المملكة المتحدة - ) هو لاعب كرة قدم بريطاني في مركز الوسط. شارك مع منتخب ويلز تحت 17 سنة لكرة القدم ومنتخب ويلز تحت 19 سنة لكرة القدم. أما مع النوادي، فقد لعب مع ستوكبورت كونتي وفوريست غرين ونادي تشونبوري ونادي باثوم يونايتد وHua Hin City F.C. ‏ ونورثويتش فيكتوريا ونادي ستاليبريدج سيلتيك وليه جنيسيس ‏ وChainat Hornbill F.C. ‏ وNakhon Pathom United F.C. ‏ وBang Pa-in Ayutthaya F.C. ‏.

## وصلات خارجية
- ميخائيل بيرن على موقع قاعدة بيانات كرة القدم.إي يو (الإنجليزية)
- ميخائيل بيرن على موقع Soccerbase.com (لاعب) (الإنجليزية)
- ميخائيل بيرن على موقع Soccerway.com (الإنجليزية)